# Roquefort (Gers)
 Roquefort  (en occitano Ròcahòrt) es una población y comuna francesa, ubicada en la región de Mediodía-Pirineos, departamento de Gers, en el distrito de Auch y cantón de Jegun.

## Demografía
| 163 | 140 | 102 | 175 | 222 | 230 |
| Para los censos de 1962 a 1999 la población legal corresponde a la población sin duplicidades (Fuente: INSEE [Consultar]) |     |     |     |     |     |